# Phytomyza opaca
Phytomyza opaca este o specie de muște din genul Phytomyza, familia Agromyzidae, descrisă de Friedrich Georg Hendel în anul 1920.
Este endemică în Austria. Conform Catalogue of Life specia Phytomyza opaca nu are subspecii cunoscute.